# ستسنا (استان لوبلین)
ستسنا (به لهستانی:  Sycyna) یک روستا در لهستان است که در گمینا بیاوا پودلاسکا واقع شده‌است. ستسنا ۱۳۶ نفر جمعیت دارد.